# Ganho mecânico
Ganho mecânico (ou Vantagem Mecânica) é a razão entre a força exercida por um mecanismo e a força aplicada sobre o mesmo.O exemplo mais simples é a alavanca,em que a razão das forças é igual à razão entre os comprimentos dos braços da alavanca.Um outro exemplo é o sistema formado por corda e roldana. Se a corda passa duas vezes entre as roldanas superior e inferior,então a vantagem mecânica é de quatro para um. De acordo com a lei da conservação de energia,a energia total fornecida a um sistema não pode ser maior que a energia obtida.Desta maneira,para uma vantagem mecânica de 4:1,a força aplicada deve percorrer uma distância pelo menos quatro vezes maior que a distância percorrida pela corda.